# Krägga
Krägga är en tätort i Håbo kommun, belägen omkring 10 km nordväst om centralorten Bålsta. Här återfinns bland annat konferensanläggningen Krägga herrgård.

## Befolkningsutveckling
| Befolkningsutvecklingen i Krägga 1990–2020                              | Befolkningsutvecklingen i Krägga 1990–2020 | Befolkningsutvecklingen i Krägga 1990–2020 | Befolkningsutvecklingen i Krägga 1990–2020 | Befolkningsutvecklingen i Krägga 1990–2020 |
| ----------------------------------------------------------------------- | ------------------------------------------ | ------------------------------------------ | ------------------------------------------ | ------------------------------------------ |
|                                                                         |                                            |                                            |                                            |                                            |
| År                                                                      |                                            |                                            | Folkmängd                                  | Areal (ha)                                 |
| 1990                                                                    | 1990                                       |                                            | 82                                         | 46#                                        |
| 1995                                                                    | 1995                                       |                                            | 121                                        | 46#                                        |
| 2000                                                                    | 2000                                       |                                            | 177                                        | 61#                                        |
| 2005                                                                    | 2005                                       |                                            | 238                                        | 66                                         |
| 2010                                                                    | 2010                                       |                                            | 331                                        | 66                                         |
| 2015                                                                    | 2015                                       |                                            | 525                                        | 121                                        |
| 2020                                                                    | 2020                                       |                                            | 628                                        | 127                                        |
| Anm.: Ny tätort 2005. 2015 införlivades småorten Stämsvik # Som småort. |                                            |                                            |                                            |                                            |